# محافظة النجف

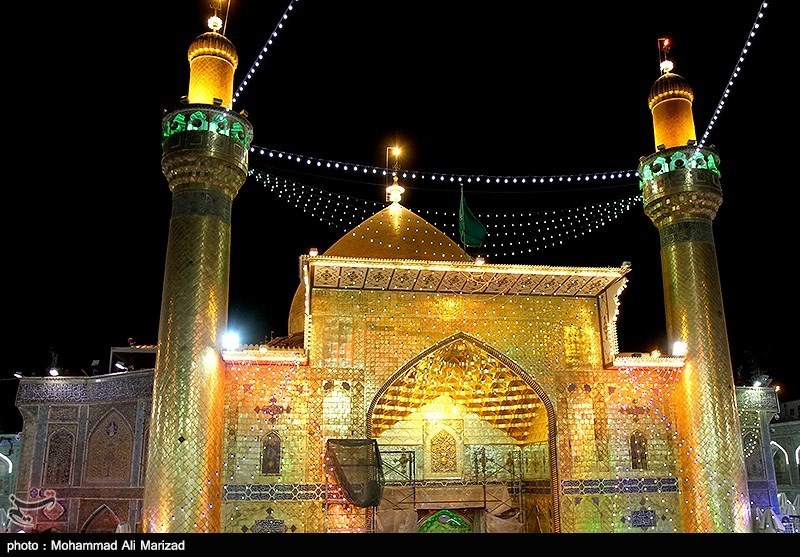
صورة لمرقد الإمام علي بن ابي طالب في النجف

محافظة النجف، ورسميًا محافظة النجف الأشرف إحدى محافظات الفرات الأوسط والعراق الثماني عشر، مركزها مدينة النجف وهي محافظة ذات طابع ديني وتاريخي وذلك لوجود الكثير من المراقد الإسلامية الشيعية ومسجد الكوفة. وفيها أكبر مقبرة في العالم مقبرة وادي السلام، يوجد بها ستة ملايين قبر فيها وهي من أقدم المقابر في التأريخ وتبلغ مساحتها 24 كيلو متر مربع.
يبلغ تعداد سكان المحافظة 1,471,592 نسمة حسب إحصاء عام 2018.

## تعريف
بالنسبة للشيعة الإثنا عشرية هي محافظة مقدسة وباب علوم آل البيت حيث فيها مرقد الإمام علي وفيها المراجع الدينية للشيعة والحوزة العلمية.

## الموقع
النجف أحد المحافظات في وسط العراق تقع على حافة الهضبة الغربية من العراق جنوب غرب العاصمة بغداد وتبعد عنها بحوالي 161 كم. وترتفع المدينة 70 م فوق مستوى سطح البحر يحدها من الشمال والشمال الشرقي مدينة كربلاء التي تبعد عنها نحو 80 كم ومن الجنوب والغرب منخفض بحر النجف.

## التأسيس
إن النجف اليوم هي منطقة «نجف الكوفة» (تمييزاً لها عن نجف الحيرة) وهي بلدة عربية كانت قديماً مصيفاً للمناذرة (ملوك الحيرة)، وكانت قبل الفتح الإسلامي تنتشر فيها الأديرة المسيحية، وتمصرت البلدة واتسع نطاقها وازدحم سكانها بفضل وجود قبر الإمام علي الذي أعطى للمدينة طابع الاحترام وأصبحت مركزاً للزعامة الدينية ومحطاً لأهل العلم والنجف اسم عربي معناه (المنجوف) جمعه نجاف (وهو المكان الذي لا يعلوه الماء) لأنها أرض عالية تشبه المسناة تصد الماء عما جاورها فهي كالنجد والسد، والنجف معناه التل، وسميت أيضاً بأسماء عديدة منها ما ورد في أحاديث أهل البيت، ومنها ما كان متعارفاً على ألسنتهم وهي: بانقيا، الجودي، الربوة، ظهر الكوفة، الغربي، اللسان، الطور، ومنها ما هو أكثر استعمالاً كالنجف والغري والمشهد، وروي أن النجف كان جبلاً عظيماً، وهو الذي قال ابن نوح فيه: (سآوي إلى جبل يعصمني من الماء) ثم انقطع قطعاً وصار رملاً دقيقاً بإرادة الله، وكان ذلك البحر يسمى (ني) ثم جف بعد ذلك فقيل (ني جف) وسمي نجفاً لأنه أخف على الألسن.

### مستشفياتها
- مستشفى الصدر التعليمي (سابقاً مستشفى صدام) وتعتبر أهم مستشفيات المدينة
- مستشفى الزهراء التعليمي للولادة والأطفال
- مستشفى الحكيم العام
- مستشفى الأمير الأهلي
- مستشفى الغدير الأهلي
- مستشفى الفرات الأوسط
- مستشفى ابن بلال الأهلي
- مستشفى المناذرة العام
- مستشفى الإمام السجاد
- مستشفى الحيدرية العام
- المستشفى الميداني المتنقل
- المستشفى الألماني
- مستشفى الإمام علي
- بالإضافة إلى مراكز صحية منتشرة في الأقضية والنواحي.

## أعلام النجف
النجف هي أرض الأنبياء والصالحين كما تشير إلى ذلك بعض الروايات الشيعية، كما سكن النجف العديد من العلماء والأدباء:
- خباب بن الأرت (ت سنة 37 هـ).
- سهل بن حنيف (ت سنة 38 هـ).
- خريم بن الأخرم (ت سنة 41 هـ).
- أبو موسى الاشعري (ت سنة 42 هـ).
- الأشعث بن قيس (ت سنة 42 هـ).
- المغيرة بن شعبة (ت سنة 50 هـ).
- سمرة بن جنادة (ت سنة 59 هـ).
- هانيء بن عروة (ت سنة 61 هـ).
- ميثم التمار (ت سنة 61 هـ).
- عبد الله بن يقطر (ت سنة 61 هـ).
- زيد بن الأرقم (ت سنة 68 هـ).
- عدي بن حاتم الطائي (ت سنة 68 هـ).
- جابر بن سمرة (ت سنة 74 هـ).
- كميل بن زياد (ت سنة 82 هـ).
- عبد الله بن أوفى (ت سنة 81 هـ).
- الشيخ الطوسي (ت سنة 460 هـ).
- السيد رضي الدين علي بن طاووس (ت سنة 664 هـ).
- جمال الدين بن طاووس (ت سنة 673 هـ).
- العلامة الحلي (ت سنة 726 هـ).

ومن أشهر شخصيات النجف في عصرنا الحاضر الشاعر محمد مهدي الجواهري والشاعر مصطفى جمال الدين والخطيب المعروف أحمد الوائلي وكذلك المطرب العراقي ياس خضر.

## التقسيمات الإدارية
- قضاء النجف
  - ناحية الحيدرية
  - ناحية الشبكة
  - ناحية الرضوية
  - ناحية بانيقيا
- قضاء الكوفة
  - ناحية العباسية
  - ناحية الحرية
- قضاء المناذرة
  - ناحية الحيرة
  - ناحية القادسية
- قضاء المشخاب

## السكان
أغلب سكان محافظة النجف من المهاجرين، فبعضهم هاجر إليها من أطرافها ونواحيها، بينما تسكن فيها كذلك عوائل من أصول غير عراقية من إيرانيين وهنود وباكستانيين وأفغان، وفي فترة الثمانينيات هاجر إليها الكثير من أبناء المحافظات الجنوبية الذين تضرروا بسبب الحرب العراقية الإيرانية كالبصرة والعمارة والناصرية.

### الديانة
يدين جميع سكان محافظة النجف بالدين الإسلامي حسب المذهب الشيعي الإثنى عشري وذلك لوجود مرقد الإمام علي في المحافظة وهو الإمام الأول وخليفة رسول الله لدى الشيعة في العالم.

## الجوامع والمساجد
تعتبر محافظة النجف من أهم محافظات العراق فهي محافظة مقدسة يوجد فيها مرقد الإمام علي بن أبي طالب ويوجد فيها أكثر من 974 جامع ومسجد وحسينية في جميع الأقضية والنواحي التابعة للمحافظة وتأتي ناحية الحيدرية بالمركز الأول من حيث عدد المساجد البالغ أكثر من 300 مسجد تليها المدينة القديمة والكوفة.

### مسجد الهندي
وهو واحد من أقدم مساجد النجف يقع في المدينة القديمة قرب مرقد الإمام علي في محلة الحويش يعود تاريخ تأسيسه إلى أوائل القرن الثالث عشر الهجري في عصر الشيخ حسين نجف الكبير أسسه الحاج خان محمد، منذ تأسيسه اتخذه طلاب العلوم الدينية مركزا للدروس، يجتمع فيه أكثر أهل العلم، تعقد فيه عشرات الحلقات لفضلاء العصر.

### مسجد عمران
وهو أحد مساجد النجف الأشرف وأيضا من مساجد العراق التاريخية يقع في مدينة النجف القديمة، يعود تاريخ تأسيسه إلى القرن الرابع عشر الهجري تأسس على يد عمران بن شاهين لذلك يسمى باسم مسجد عمران. والمسجد حاليا ضمن العتبة العلوية المقدسة ويؤدي إليه ثلاثة أبواب بابان صغيران أحدهما من رواق باب الطوسي قبال المقبرة الشيرازية والثاني مجاور للكبير وهو الثالث قبالة إيوان العلماء، ويحتوي مرقد العلامة شرف الدين واليزدي صاحب العروة الوثقى.

### مرقد ومسجد الشيخ الطوسي
وهو أحد مساجد العراق التاريخية وأيضا المكان الذي دفن فيه «الشيخ الطوسي» المعروف باسم «شيخ الطائفة» يقع المسجد بالقرب من مرقد الإمام علي بن أبي طالب في المدينة القديمة في محلة المشراق يبلغ مساحة المسجد حوالي 100م ويبلغ ارتفاعه 5 أمتار. يحوي المسجد مقبرة السادة آل بحر العلوم وفيه دُفن جد الأسرة وآية الله السيد الحسين آل بحر العلوم.

### جامع الترك أو الأنصاري
يقع في محلة الحويش وهو دار العلامة الشيخ مرتضى الأنصاري

### مسجد الجوهرجي
هو أحد مساجد النجف التاريخية يقع في محلة الجديدة في شارع المدينة حاليا، شيّده وبناه الحاج محمد الجوهرجي عام 1382 هـ وقد أرّخ إنشاؤه الشاعر محمد جواد مطر بأبيات مثبتة في مقدمته في جهة باب المسجد بالقاشاني، وعليه فهو يعد كمسجد وجامع عريق.

## التعليم
النجف فيها جامعات عديدة منها جامعة الكوفة (4000 طالب) وجامعة الفرات الأوسط التقنية وجامعة جابر بن حيان الطبية و 135 مدرسة ثانوية وسبعة مدارس مهنية (صناعية وفنية) وأربعة معاهد إعداد معلمين وزارة التربية قامت ببناء 20 مدرسة جديدة في النجف من 2004 إلى 2006.